# Hadj Mahmoud
Hadj Mahmoud, pseudonimo di Mohamed Belhadj Mahmoud (Susa, 24 aprile 2000), è un calciatore tunisino, centrocampista del Lugano e della nazionale tunisina.

## Carriera

### Club
Cresciuto nell'Étoile du Sahel, debutta in prima squadra l'8 maggio 2019 in occasione dell'incontro di Championnat de Ligue Professionelle 1 pareggiato 0-0 contro il Étoile de Métlaoui.
Il 27 agosto 2021 viene acquistato dal Lugano con cui sigla un quadriennale.

### Nazionale
Nel 2023 viene convocato per la Coppa d'Africa.

## Statistiche
Statistiche aggiornate al 15 marzo 2025.
| Stagione        | Squadra         | Campionato      | Campionato | Campionato | Coppe nazionali | Coppe nazionali | Coppe nazionali | Coppe continentali | Coppe continentali | Coppe continentali | Altre coppe | Altre coppe | Altre coppe | Totale | Totale |
| Stagione        | Squadra         | Comp            | Pres       | Reti       | Comp            | Pres            | Reti            | Comp               | Pres               | Reti               | Comp        | Pres        | Reti        | Pres   | Reti   |
| --------------- | --------------- | --------------- | ---------- | ---------- | --------------- | --------------- | --------------- | ------------------ | ------------------ | ------------------ | ----------- | ----------- | ----------- | ------ | ------ |
| 2018-2019       | Étoile du Sahel | L1              | 4          | 0          | CT              | 0               | 0               |                    | -                  | -                  |             | -           | -           | 4      | 0      |
| 2019-2020       | Étoile du Sahel | L1              | 8          | 0          | CT              | 0               | 0               | CCL                | 1                  | 0                  |             | -           | -           | 9      | 0      |
| 2020-2021       | Étoile du Sahel | L1              | 16         | 1          | CT              | 0               | 0               | CCC                | 6                  | 1                  |             | -           | -           | 22     | 2      |
| 2021-2022       | Lugano          | SL              | 11         | 1          | CS              | 0               | 0               |                    | -                  | -                  |             | -           | -           | 11     | 1      |
| 2022-2023       | Lugano          | SL              | 19         | 1          | CS              | 1               | 0               | UECL               | 2                  | 0                  |             | -           | -           | 22     | 1      |
| 2023-2024       | Lugano          | SL              | 28         | 5          | CS              | 4               | 0               | UEL+UECL           | 2+5                | 0+0                |             | -           | -           | 39     | 5      |
| 2024-2025       | Lugano          | SL              | 25         | 4          | CS              | 2               | 1               | UCL+UEL            | 2+4+8              | 1+1+3              |             | -           | -           | 41     | 10     |
| Totale Lugano   | Totale Lugano   | Totale Lugano   | 83         | 11         |                 | 7               | 1               |                    | 23                 | 5                  |             | -           | -           | 113    | 17     |
| Totale carriera | Totale carriera | Totale carriera | 111        | 12         |                 | 7               | 1               |                    | 30                 | 6                  |             | -           | -           | 148    | 19     |

## Palmarès

### Club

#### Competizioni nazionali
- Coppa Svizzera: 1

Lugano: 2021-2022